# Gottfried Merzbacher
Gottfried Merzbacher (ur. 9 grudnia 1843 w Baiersdorf, zm. 14 kwietnia 1926 w Monachium) – niemiecki podróżnik i alpinista.
Pochodził z zasiedziałej we Frankonii rodziny żydowskiej. Urodził się jako syn handlarza futer Maxa Merzbachera i Jette z domu Rauh. Uczęszczał najpierw do szkoły w rodzinnym mieście, a następnie do gimnazjum realnego w Erlangen. Zgodnie z tradycją rodzinną miał zostać kuśnierzem, zawodu uczył się w Paryżu, Sankt Petersburgu i Londynie. W 1868 roku otworzył swój własny zakład w Monachium przy Residenzstraße 14. Zapewnił mu on finansową niezależność i pozwolił na realizowanie pasji, jaką były wspinaczki górskie.
Koniec lat 70. XIX wieku był świadkiem jego pierwszych udanych wyczynów alpinistycznych, szczególnie w pasmie Brenty na północ od jeziora Garda i w Dolomitach, m.in. na Monte Schiara. 16 czerwca 1881 roku wsławił się, zdobywając szczyt Totenkirchl w Kaisergebirge w Północnych Alpach Wapiennych. Droga, którą wówczas pokonał, do dziś nosi jego imię („Merzbacherweg”).
W 1891 roku wraz z Ludwigiem Purtschellerem przedsięwziął pierwszą wyprawę w Kaukaz. W roku 1902 udał się na wyprawę do Środkowej Azji, w centralny Tienszan, podczas której spenetrował lodowce Muszkietowa i Siemionowa. W roku następnym osiągnął on w tych górach lodowiec Inylczek i jego południową odnogą dotarł do stóp potężnego Chan Tengri.
W uznaniu jego dokonań w 1901 roku wydział filozofii Uniwersytetu w Monachium uhonorował go tytułem doktorskim, został też drugim przewodniczącym Monachijskiego Towarzystwa Geograficznego. Rok 1907 przyniósł mu Bawarski Order Zasługi i tytuł profesora królewskiego. Listę jego zasług uzupełniły liczne nagrody i wyróżnienia krajowe i zagraniczne.
Po jego śmierci jego obszerna biblioteka przeszła na własność Bawarskiej Biblioteki Państwowej.

## Prace
- Aus den Hochregionen des Kaukasus: Wanderungen, Erlebnisse, Beobachtungen. Duncker & Humblot 1901
- The Central Tian-Shan Mountains 1902-1903. J. Murray 1905